# Almassor
Almassor és un poble del terme municipal de Penelles (Noguera). El 2019 tenia 14 habitants. Està situat vora el poble de Vallverd, del municipi d'Ivars d'Urgell, a la parròquia del qual fou adjudicat.